# Етиопија на Светском првенству у атлетици у дворани 2018.
Етиопија је на 17. Светском првенству у атлетици у дворани 2018. одржаном у Бирмингему од 1. до 4. марта учествовала седамнаести пут, односно на свим првенствима до данас. Репрезентација Етиопије имала је 9 учесника (5 мушкарца и 4 жена), који су се такмичили у 5 дисциплина (2 мушке и 3 женске).,
На овом првенству Етиопија је по броју освојених медаља заузела 2. место са 5 медаља (4 златне и 1 сребрна).
У табели успешности према броју и пласману такмичара који су учествовали у финалним такмичењима (првих 8 такмичара) Етиопија је са 9 учесника у финалу заузела 3. место са 57 бодова.
| Плас. | Земља    | 1. место | 2. место | 3. место | 4. место | 5. место | 6. место | 7. место | 8. место | Бр. финал. | Бод. |
| ----- | -------- | -------- | -------- | -------- | -------- | -------- | -------- | -------- | -------- | ---------- | ---- |
| 3.    | Етиопија | 4        | 1        | 0        | 3        | 0        | 1        | 0        | 0        | 9          | 57   |

## Учесници
| Мушкарци: - Амав Воте — 1.500 м - Самуел Тефера — 1.500 м - Јомиф Кејелча — 3.000 м - Селемон Барега — 3.000 м - Хагос Гебривет — 3.000 м | Жене: - Хабитам Алему — 800 м - Давит Сејаум — 1.500 м - Гензебе Дибаба — 1.500 м, 3.000 м - Фанту Ворку — 3.000 м |  |

## Освајачи медаља (5)

### Злато (4)
- Самуел Тефера — 1.500 м
- Јомиф Кеџелча — 3.000 м
- Гензебе Дибаба — 1.500 м
- Гензебе Дибаба — 3.000 м

### Сребро (1)
- Селемон Барега — 3.000 м

## Резултати

### Мушкарци
| Атлетичар      | Дисциплина | Лични рекорд | Полуфинале | Полуфинале | Финале   | Финале      | Детаљи |
| Атлетичар      | Дисциплина | Лични рекорд | Резултат   | Место      | Резултат | Место       | Детаљи |
| -------------- | ---------- | ------------ | ---------- | ---------- | -------- | ----------- | ------ |
| Аман Воте      | 1.500 м    | 3:35,31      | 3:40,20 КВ | 2. у гр. 1 | 3:58.64  | 4 / 19 (24) |        |
| Самуел Тефера  | 1.500 м    | 3:36,05      | 3:44,00 КВ | 1. у гр. 2 | 3:58,19  |             |        |
| Јомиф Кеџелча  | 3.000 м    | 7:38,67      | 7:42,83 КВ | 1 у гр. 1  | 8:14,41  |             |        |
| Хагос Гебривет | 3.000 м    | 7:32.87      | 7:43,55 КБ | 2. гр. 1   | 8:15,76  | 4 / 16 (22) |        |
| Селемон Барега | 3.000 м    | 7:36,64      | 7:48,14 КВ | 1. гр. 2   | 8:15,59  |             |        |

### Жене
| Атлетичарка    | Дисциплина | Лични рекорд | Полуфинале | Полуфинале | Финале                | Финале       | Детаљи |
| Атлетичарка    | Дисциплина | Лични рекорд | Резултат   | Место      | Резултат              | Место        | Детаљи |
| -------------- | ---------- | ------------ | ---------- | ---------- | --------------------- | ------------ | ------ |
| Хабитам Алему  | 800 м      | 1:59,69      | 2:02,18 кв | 2 у гр. 1  | 2:01,10               | 4 / 14 (15)  |        |
| Давит Сејауме  | 1.500 м    | 4:00,28      | 4:10,20    | 5. у гр. 3 | Није се квалификовала | 14 / 25 (26) |        |
| Гензебе Дибаба | 1.500 м    | 3:55,17 СР   | 4:06,25 КВ | 1. у гр. 1 | 4:05,27               |              |        |
| Гензебе Дибаба | 3.000 м    | 8:16,60 СР   |            |            | 8:45,05               |              |        |
| Фанту Ворку    | 3.000 м    | 8:39,55      | 8:50,54    | 6 / 14     |                       |              |        |